# Winner Motor Buggy Company
Winner Motor Buggy Company war ein US-amerikanischer Hersteller von Automobilen. In einer Anzeige schrieb sich das Unternehmen Winner Motor-Buggy Co.

## Unternehmensgeschichte
Das Unternehmen hatte den Sitz in St. Louis in Missouri. Es stellte Kutschen her. 1907 begann die Produktion von Automobilen. Der Markenname lautete Winner. 1909 endete die Produktion von Kraftfahrzeugen. Danach verliert sich die Spur des Unternehmens. Es bestand keine Verbindung zur Elgin Automobile Company, die ein paar Jahre vorher ebenfalls Personenkraftwagen als Winner vermarktete.

## Kraftfahrzeuge
Das einzige Modell war ein Highwheeler. Mit den großen Rädern eignete er sich gut für die damaligen schlechten Straßen. Ein Ottomotor trieb die Fahrzeuge an. Eine Abbildung zeigt einen Lenkhebel zum Lenken. Der Neupreis betrug 300 US-Dollar. Ein Fahrzeug existiert noch. Es hat ein Lenkrad.
Es gibt Hinweise darauf, dass das erhalten gebliebene Fahrzeug 2014 im Motor Museum Málaga in Málaga in Spanien ausgestellt war.